# Rio Gonţu
O Rio Gonţu é um rio da Romênia, afluente do Bolovăniş, localizado no distrito de Neamţ.